# Simon Backman
Simon Backman, född 12 juni 1984 i Jakobstad, är en finländsk professionell ishockeyspelare som spelar för IF Björklöven i Hockeyallsvenskan. 
Backman har tidigare representerat HC TPS och SaiPa i FM-ligan. Med sina nio säsonger, varav de sex senare som assisterande lagkapten, och 444 matcher i SaiPa är han den spelare som gjort femte flest framträdanden i klubben. 
Under säsongen 2016-2017 var Backman var den enda i SaiPa som spelade samtliga 60 grundseriematcher. Den 4 augusti 2017 lämnade han Villmanstrandsklubben och skrev ett ettårskontrakt med IF Björklöven i Hockeyallsvenskan. I Umeåklubben blev han åter lagkamrat med Mikko Pukka som Backman spelade tillsammans med i SaiPa under sex säsonger.